# Xadrez na União Soviética

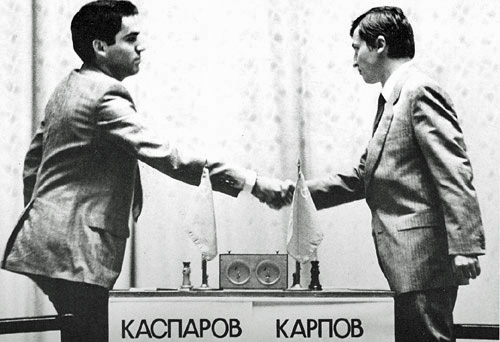
Kasparov e Karpov se cumprimentando antes de uma partida no campeonato de 1985.

A prática do xadrez na União Soviética foi apoiada pelo governo comunista e a manutenção da supremacia soviética de campeões mundiais um assunto de Estado. O jogo foi tratado como metáfora para os confrontos do comunismo e o capitalismo no contexto da guerra fria. Durante sua existência, a URSS patrocinou vários eventos tais como campeonatos mundiais masculinos, femininos, Torneio de Candidatos e torneios internacionais de alto nível como o Torneio de xadrez de Moscou de 1925, o Torneio de xadrez de Moscou de 1935 e o Torneio de xadrez de Moscou de 1936. No século XX, após a segunda guerra mundial, todos os campeões mundiais, tanto no campeonato masculino quanto no feminino (até 1991), foram de origem soviética ou russa, com a exceção Bobby Fischer em 1972 e Anand em 2000. O regime soviético incentivava o esporte, fundado o que ficou conhecida como escola soviética no xadrez, que preparou grandes mestres do mais alto nível como Mikhail Botvinnik, Vassily Smyslov, Tigran Petrosian, Mikhail Tal, Boris Spassky, Anatoly Karpov, Garry Kasparov, Paul Keres, David Bronstein, Efim Geller e Victor Korchnoi.

## Antecedentes

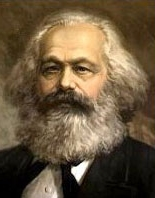
Karl Marx, intelectual da doutrina comunista e aficionado pelo xadrez.

Durante o período do iluminismo, vários filósofos e cientistas se interessaram pelo xadrez embora fosse considerado por alguns como somente uma atividade recreativa. Karl Marx e Jean Jacques Rousseau eram aficionados pelo jogo, assim como Vladimir Lenin, Leon Trotsky e Anatoly Lunacharsky, todos personagens influentes na formação dos ideais comunistas. Lenin considerava o jogo muito viciante, e que até poderia atrapalhar os deveres dos revolucionários, o que não o impedia de sempre jogar durante seu tempo livre. Quando os bolcheviques assumiram o comando da Rússia em 1917, o xadrez ainda era somente um passatempo jogado principalmente nos cafés. Entretanto, por volta da década de 1920, o jogo foi adotado pelo Estado soviético como forma de estímulo ao desenvolvimento intelectual. Foram feitos investimentos na organização de torneios e no sistema de treinamento em todos os níveis.

## O Grande expurgo de Stálin e o xadrez
O xadrez não foi uma exceção ao grande expurgo promovido por Joseph Stalin durante seu governo. O Estado tomou controle da organização de todas as atividades do xadrez. Além da primeira grande guerra e a revolução russa que tinham aniquilado a cultura do xadrez recreativo pelo país, guardas vermelhos oprimiram brutalmente quaisquer manifestações da burguesia o que incluía atividades relacionadas ao xadrez de café. Sob o comando de Nikolai Krylenko foram perseguidos os problemistas Lazar Zalkind, enviado duas vezes a campos de trabalho forçado, Mikhail Platov, enviado a dez anos de trabalho forçado no Ártico e Arvid Kubbel que foi enviado para campo da Sibéria. Fortes adversários de Mikhail Botvinnik também sofreram perseguição sendo o caso mais documentado o de Fedir Bohatyrchuk, um forte jogador que havia vencido Botvinnik no torneio de xadrez de Moscou de 1935, que foi interrogado pela NKVD por esta vitória. Desiludido pelo despotismo de Stalin, Bohatyrchuk colaborou com os nazistas durante a segunda guerra mundial e ao término do confronto fugiu para o ocidente tendo fixado residência no Canadá até seus últimos dias.

## A escola de xadrez soviética

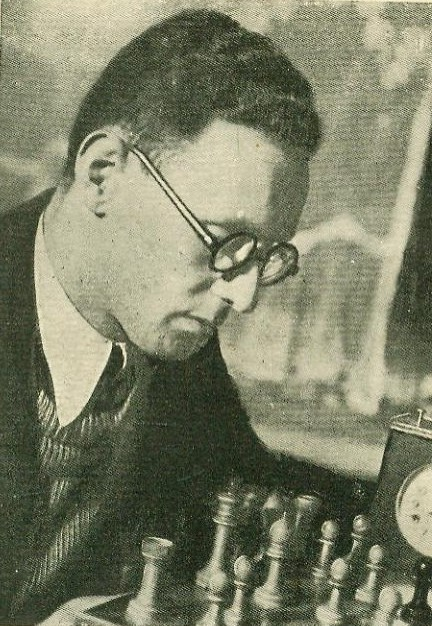
Mikhail Botvinnik, primeiro campeão mundial soviético e principal nome da Escola Soviética de xadrez.

Alexander Ilyin-Genevsky foi o primeiro bolchevique a incentivar o xadrez como uma atividade útil aos  revolucionários, tendo conseguido organizar o primeiro campeonato soviético de xadrez na década de 1920 com um suporte financeiro do Estado de cem mil rublos, o primeiro patrocínio estatal para o jogo. Genevsky iniciou também uma coluna de xadrez em um jornal e abriu um clube de xadrez financiado pelo Estado. Entretanto foi Nikolai Krylenko quem efetivamente transformou o xadrez em um instrumento estatal. Fiel aliado de Lenin, Krylenko foi comissário de guerra e presidente da primeira federação soviética de xadrez. Sob seu comando foi organizado o Torneio de xadrez de Moscou de 1925 e foi fundada a revista 64 do qual era editor. Krylenko também recusou a participação da União Soviética na fundação da FIDE, que acontecera em 1924 na França. O Estado então patrocinou outras competições internacionais na capital (Moscou (1935) e Moscou (1936)) que qualificaram Mikhail Botvinnik como principal jogador do regime e um possível desafiante ao título mundial.
Após o término do confronto, os jogadores soviéticos começaram a se destacar em competições e venceram uma série de matches via rádio contra a equipe dos Estados Unidos e Reino Unido. Botvinnik venceu o Campeonato Mundial de Xadrez de 1948, competição organizada pela FIDE com os principais jogadores da época (Samuel Reshevsky, Max Euwe, Paul Keres e Vasily Smyslov), e deu início a uma era de domínio soviético de campeões mundiais que continuou com Smyslov, Mikhail Tal, Tigran Petrosian e Boris Spassky. O título mundial feminino, que havia ficado vago com a morte de Vera Menchik durante a guerra, também foi dominado pelos soviéticos, conquistado por Lyudmila Rudenko, Elisaveta Bykova, Olga Rubtsova, Nona Gaprindashvili e Maia Chiburdanidze.

### Pós-1972
No Mundial de 1972, Spassky perdeu o título mundial para o estadunidense Bobby Fischer e os soviéticos rapidamente se articularam para tentar recuperar a coroa. Dois dos mais fortes jogadores na época, Anatoly Karpov e Viktor Korchnoi, eram candidatos a receber o apoio do governo além do próprio Spassky. O governo decidiu apoiar Karpov por ser mais novo e estar em ascensão. Devido às pressões políticas que já vinha sofrendo, Korchnoi então desertou do país após participar de um torneio em Amsterdã, deixando mulher e filho para trás. Ele acabou se tornando o principal adversário soviético nos anos seguintes e o desafiante ao título nos mundiais de 1978 e 1981, além de crítico do regime comunista.
Após Fischer não defender o título no Mundial de 1975, Karpov foi declarado campeão por ter vencido Korchnoi na final do Torneio de Candidatos de 1974. No ciclo seguinte, Korchnoi venceu o torneio de candidatos, tendo a coincidência de ter enfrentado três soviéticos, disputou o Mundial de 1978 como apátrida. Ambos os jogadores fizeram uma série de acusações mútuas e por fim Karpov manteve o título.

## Principais resultados em competições
A União Soviética organizou diversos campeonatos importantes durante a sua existência incluindo o Campeonato Mundial de Xadrez, o Campeonato Mundial Feminino de Xadrez, as Olimpíadas de xadrez e o Torneio de Candidatos. Após a sua fundação em 1918, os primeiros torneios internacionais organizados foram Moscou (1925) que atraiu  grande interesse do público. O país organizou todas os campeonatos mundiais femininos de 1950 a 1984, sendo todas as campeãs sovietes. No masculino, organizou os campeonatos de 1948 a 1969, e as edições de 1984, 1985 e 1986 e os torneios de candidatos de 1965 a 1974 e as edições de 1983 e 1986. Nas olimpíadas, organizou a 12ª edição em Moscou 1956. De 1952 a 1990, a equipe masculina conquistou dezoito medalhas de ouro e uma de prata. Individualmente, seus atletas conquistaram 44 medalhas de ouro, 18 de prata e 19 de bronze. No feminino, a equipe soviete conquistou onze medalhas de ouro e duas de prata. Individualmente, suas atletas conquistaram 26 medalhas de ouro, 9 de prata e 3 de bronze.